# Ayden Owens-Delerme
Ayden Owens-Delerme, född 28 maj 2000, är en puertoricansk friidrottare som tävlar i mångkamp.

## Karriär
Vid VM 2022 placerade sig Owens-Delerme på en fjärde plats i tiokampen.